# 星震學
星震學（英語：Asteroseismology，來自古希臘文 ，astēr，恆星、, seismos，振動、, -logia，研究。或稱為stellar seismology）是藉由分析恆星震動频谱研究恆星內部結構的學問。在恆星上不同的振動模式會有不同的穿透深度。天文學家利用多普勒效應觀測天體的震動，研究天體的震動可以了解無法被直接觀測到的天體內部結構，例如氦的豐度以及對流區的深度；其原理就像地震學家通過研究地震波來了解地球和其他行星。
星震學是用來研究恆星內部結構的工具。振動頻率可以提供震波來源和通過區域的物質密度。恆星光譜可以讓天文學家分析恆星組成，因此光譜學和星震學結合可以得知恆星內部結構。星震學可以將恆星的光小幅變化成聲波。

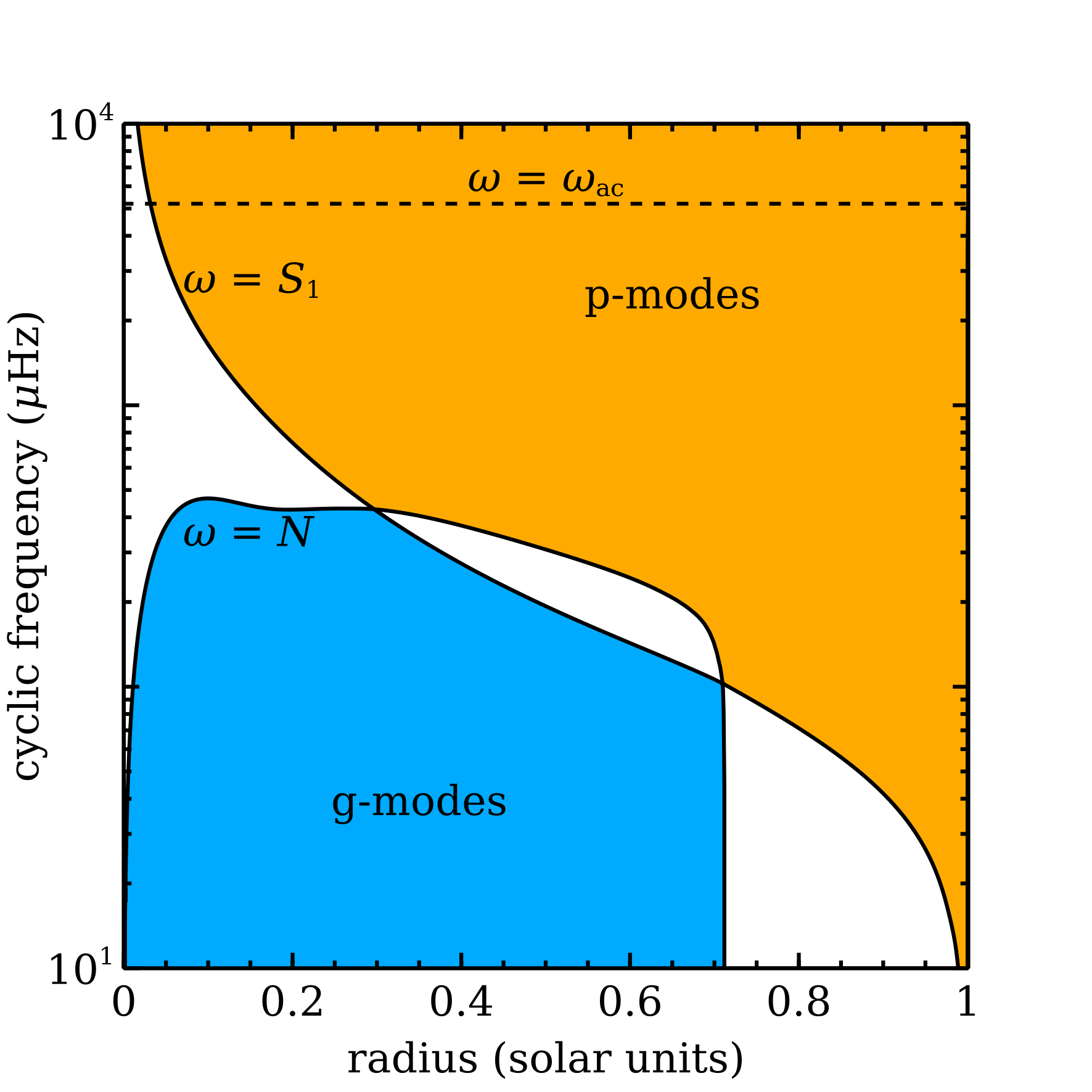
標準太陽模型的傳播圖，顯示振盪具有g-模式特性 (藍色) 或偶極子模式具有p-模式特性 (橘色)。在約100到400 μHz之間，模式可能會有兩個振盪區域：這些稱為混合模式。虛線顯示的是聲學截止頻率，是透過更精確的建模計算出來的，在此頻率之上的模式不會被困在恆星中，而且大致上也不會產生共振。

## 振動
星震學家提出在恆星內的振動是因為熱能轉換為脈動的動能而引起。這個過程和任一種熱機是類似的，熱在高溫振動相被吸收，並且在低溫處釋放。在恆星內最主要的機制是在某些恆星中淨輻射能在表面層轉換成脈動能。脈動的結果經常是假設在小規模脈動且孤立球對稱狀態下研究。在聯星系統中，恆星潮汐力對於恆星振動也會有明顯影響。星震學的一個應用是在中子星的研究。中子星內部結構無法被直接觀測，但也許可以透過中子星震盪的研究來推論。

## 震波形式
在類太陽恆星中的震波可以分為三個不同形式：
- p-模式：聲或壓力模式[2]，由恆星的內部壓力驅動；其動力狀態由區域性聲速決定。
- g-模式：重力波模式，由浮力驅動[6]。
- f-模式: 表面重力模式，在恆星表面類似波浪的狀態[7]。

在類太陽恆星中，例如南門二，p-模式是最明顯的狀態，而g-模式只侷限在內部的對流區。然而，在白矮星上只能觀測到g-模式。

## 太陽震動
日震學（Helioseismology 或 Solar seismology）與星震學密切相關，不過是專門研究太陽內的震波。太陽內的振動是被太陽外層的對流運動激發，而將相關知識應用到觀測類太陽恆星振動就是星震學的範疇。

## 相關太空任務
有數個至今仍使用中的太空探測器其任務相當重要的一部分就是星震學：
- 恒星微变和振荡望远镜（英语：MOST (satellite)）（Microvariability and Oscillations of STars telescope，MOST）：加拿大太空局於2003年發射的太空望遠鏡，第一個致力於星震學的太空探測器。
- 對流旋轉和行星橫越任務：法國國家太空研究中心主導，歐洲太空總署參與的太陽系外行星搜尋與星震學太空望遠鏡，發射於2006年。
- 廣角紅外線探測器（Wide Field Infrared Explorer，WIRE）：美國國家航空暨太空總署於1999年發射的紅外線望遠鏡。該望遠鏡未正確入軌，現進行星震學研究。
- 太陽和太陽風層探測器：歐洲太空總署/美國國家航空暨太空總署於1995年發射的太陽探測器。
- 克卜勒太空望遠鏡：美國國家航空暨太空總署於2009年發射的搜尋太陽系外行星的太空望遠鏡。目前該望遠鏡已經對視野中超過一千顆恆星進行星震學研究，其中包含一顆被仔細研究的次巨星 KIC 11026764[8][9]。

## 紅巨星與星震學
紅巨星是類太陽恆星在核心的氫耗盡使氫核融合停止後的演化晚期狀態。恆星的外層半徑將膨脹到原來的200倍，並且核心收縮。然而，演化過程中有兩個不同的步驟。第一個步驟是核融合會在核心以外的區域發生，但核心的氦不發生核反應；稍後核心溫度將會高到足以引發氦融合反應。先前這兩個階段無法從恆星光譜中直接判斷，並且演化過程的細節無法完全了解。克卜勒太空望遠鏡對相對距離較近的數百顆紅巨星進行星震學觀測，並且將紅巨星區分為兩個形式。氫外層核融合進行終的紅巨星其g-模式振動週期大多是50秒，如果是核心氦融合進行中的則是100到300秒。以上是在角動量守恆的條件下假設紅巨星膨脹的外層和收縮的內層將使核心自轉速度增加，外層轉速降低的狀況下。星震學的研究結果顯示核心的自轉速度至少是外層的10倍以上。更進一步的星震學觀測可以協助了解恆星演化過程中一些不明之處。

## 外部連結

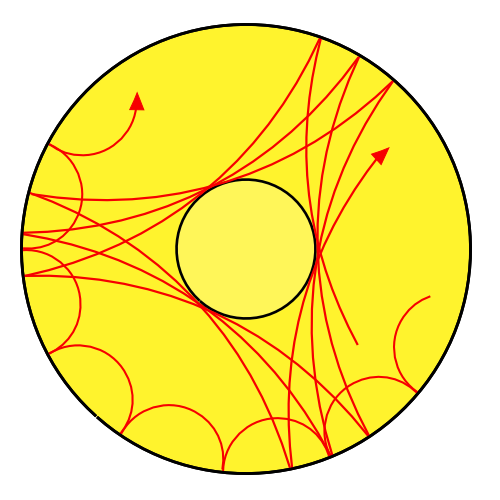
不同的振盪模式對恆星結構有不同的敏感度。因此，透過觀測多種振盪模式，可以部分推斷出恆星的內部結構。

- Asteroseismology.org （页面存档备份，存于）
- Kepler Asteroseismic Science Operations Center (KASOC) （页面存档备份，存于）
- Stellar Oscillations Network Group (SONG) （页面存档备份，存于）
- European Helio- and Asteroseismology Network (HELAS)